# Leptonetela miaoshiensis
Espèce
Synonymes
- Leptoneta miaoshiensis Chen & Zhang, 1993

Leptonetela miaoshiensis est une espèce d'araignées aranéomorphes de la famille des Leptonetidae.

## Distribution
Cette espèce est endémique du Zhejiang en Chine,. Elle se rencontre dans le xian de Chun'an dans la grotte Xianren.

## Description
La femelle holotype mesure 1,89 mm et le mâle paratype 1,87 mm. Cette araignée possède des yeux réduits.

## Systématique et taxinomie
Cette espèce a été décrite sous le protonyme Leptoneta miaoshiensis par Chen et Zhang en 1993. Elle est placée dans le genre Leptonetela par Wang, Li et Zhu en 2020.

## Étymologie
Son nom d'espèce, composé de miaoshi et du suffixe latin -ensis, « qui vit dans, qui habite », lui a été donné en référence au lieu de sa découverte, Miaoshi.

## Publication originale
- Chen & Zhang, 1993 : « Study on the genus Leptoneta in karst caves in Zhejiang Province, China (Araneae: Leptonetidae). » Karst Landscape and Cave Tourism, China Environmental Science Press, Beijing, p. 216-220.